# Leonard Retel Helmrich

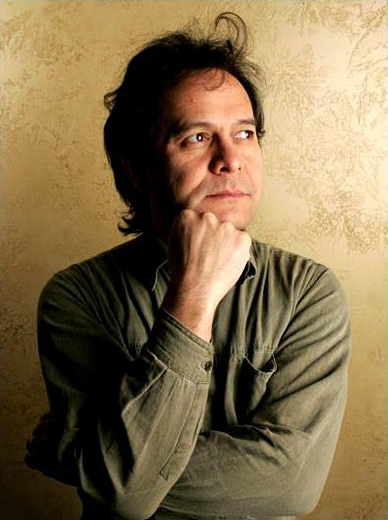
Leonard Retel Helmrich

Leonard Retel Helmrich (* 16. August 1959 in Tilburg; † 15. Juli 2023) war ein niederländisch-indonesischer Regisseur und Dokumentarfilmer.

## Leben
Der Vater von Leonard Retel Helmrich war Nachkomme niederländischer Kolonialherren und arbeitete als Reporter und Fotograf in Jakarta, bevor er nach Holland auswanderte. Seine Mutter war Indonesierin. Seine älteren Geschwister kamen noch in Indonesien zur Welt; zu Hause sprach die Familie Niederländisch und Indonesisch. 1990 reiste er zum ersten Mal ins Land seiner Eltern, bis zu seinem Tod lebte er zur Hälfte in Jakarta, zur Hälfte in Amsterdam.
Helmrich studierte Film an der Niederländischen Film- und Fernseh-Akademie und promovierte 1986 mit dem Spielfilm The Drowning Man. Später unterrichtete er an verschiedenen Hochschulen wie dem Flaherty Seminar in New York und in Harvard, wo er Mitglied des Radcliffe Institute for Advanced Studies war.
Der französische Filmkritiker André Bazin inspirierte ihn. Laut Bazin ist die bewegte Kamera die Essenz vom Filmemachen: «It should not cut up reality, but rather it should show reality in ist temporal continuity.»
So entwickelte Helmrich eine theoretische Sichtweise sowie eine praktische Technik für seinen Umgang mit der Kamera, die er Single Shot Cinema nennt.
Helmrich lehrte an der Universität New York und leitete Workshops an verschiedenen Universitäten, Kunsthochschulen und Filmfestivals weltweit. Außerdem war er zusammen mit seiner Schwester Hetty Naaijkens-Retel Helmrich Produzent bei der Filmproduktionsfirma Scarabeefilms.
In seinen Filmen befasste er sich oft mit Umbrüchen in Indonesien. Bei einer Langzeitbeobachtung begleitete er 12 Jahre eine indonesische Familie, woraus eine Trilogie (Eye of the Day, Shape of the Moon und Position Among the Stars) entstand. Durch diese Filme wurde er international bekannt und bei Filmfestivals wie dem IDFA, Tribeca oder Sundance ausgezeichnet.

## Single Shot Cinema
Retel Helmrich wurde bekannt durch seinen Filmstil, den er Single Shot Cinema nennt. Bei dieser Methode geht es darum, intuitiv die Kamera zu führen. Die Kamera ist stets in Bewegung und gefilmt werden immer ganze Interaktionen in langen Einstellungen.
Er entwickelte Konstruktionen, wie etwa mit einem aus Bambusrohr gefertigten Kran, bei dem die Kamera mit Hilfe von Schnüren bewegt wird.
Zudem designte er eine am Modell der Steadycam angelehnte spezielle Halterung für die Kamera, den SteadyWing. Damit erreicht er manuell eine Stabilität und Beweglichkeit, um konstant aus verschiedenen Perspektiven zu filmen und die Kamera auch bei komplexen Bewegungen flüssig zu führen. Mit dieser Kamera kann Retel Helmrich im direkten Kontakt zu seinen Protagonisten agieren, zumal er nicht durch den Sucher schaut, sondern die Bilder intuitiv erfasst. Die Idee dahinter ist, schnelle und langsame Bewegungen, hohe und tiefe Winkel, nahe und weite Einstellungsgrössen innerhalb einer Szene in einem Take aufzuzeichnen. So wird die Kamerabewegung selbst zu einem cineastischen Ausdruck.

## Filmografie
- 2001: Eye of the Day (Doku)
- 2004: Shape of the Moon (Doku)
- 2006: Promised Paradise (Doku)
- 2010: Position Among the Stars (Doku)
- 2013: Raw Herring (Doku)
- 2017: The Long Season (Doku)

## Auszeichnungen
- 2013: Tribeca Film Festival – Nomination in der Kategorie Bester Dokumentarfilm für Raw Herring[12]
- 2011: Sundance Film Festival – Special Jury Award für Position Among the Stars[13]
- 2011: Europäischer Filmpreis – Nomination in der Kategorie Bester Dokumentarfilm für Position Among the Stars
- 2010: International Documentary Film Festival Amsterdam – Bester Dokumentarfilm für Position Among the Stars[14][15]
- 2010: International Documentary Film Festival Amsterdam – Bester Niederländischer Dokumentarfilm für Position Among the Stars[16]
- 2005: Sundance Film Festival – Grand Jury Award für Shape of the Moon
- 2004: International Documentary Film Festival Amsterdam – Joris Ivens Award für Shape of the Moon